# Valle Spluga
La val San Giacomo o valle Spluga (Val di Giüst in dialetto chiavennasco), è una valle alpina che fa parte della provincia di Sondrio;
può essere considerata una continuazione della Valchiavenna in quanto inizia proprio a Chiavenna, per poi concludersi, dopo circa 30 km, con il passo dello Spluga.
Si tratta di una valle di origine glaciale, attraversata dal torrente Liro, affluente, più a valle, del Mera, e che dal punto di vista orografico separa le Alpi Occidentali dalle Alpi Orientali e, più in particolare, le Alpi dell'Adula ad ovest e le Alpi del Platta ad est. È composta da soli tre comuni (San Giacomo Filippo, Campodolcino e Madesimo).

## Storia
La Val San Giacomo dall'inizio del Duecento fino al 1815 era un comune unico diviso in tre terzieri:
- terziere di dentro di Isola con i quartieri di Isola, Madesimo, Pianazzo e le squadre di Teggiate e Rasdeglia;
- terziere di mezzo di Campodolcino, con i quartieri di Campodolcino, Fraciscio, Starleggia, Vhò e Portarezza;
- terziere di fuori di San Giacomo, con i quartieri di San Giacomo (con le squadre di San Giacomo, Mescolana, Dalò, La Motta) Monti di San Bernardo [con le squadre Streccio, Pos Costa, Martinon, Scanabèch (oggi San Rocco), Drogho, Filigheggio, Ronchascio, Valesegna] Monti di Olmo e Sommarovina (squadre di Olmo, Sommarovina, Albareda, Costa), Lirone (squadre di Lirone, Cimaganda o Somganda, Gallivaggio o Gallivascio, Avero).

La bandiera della Valle Spluga

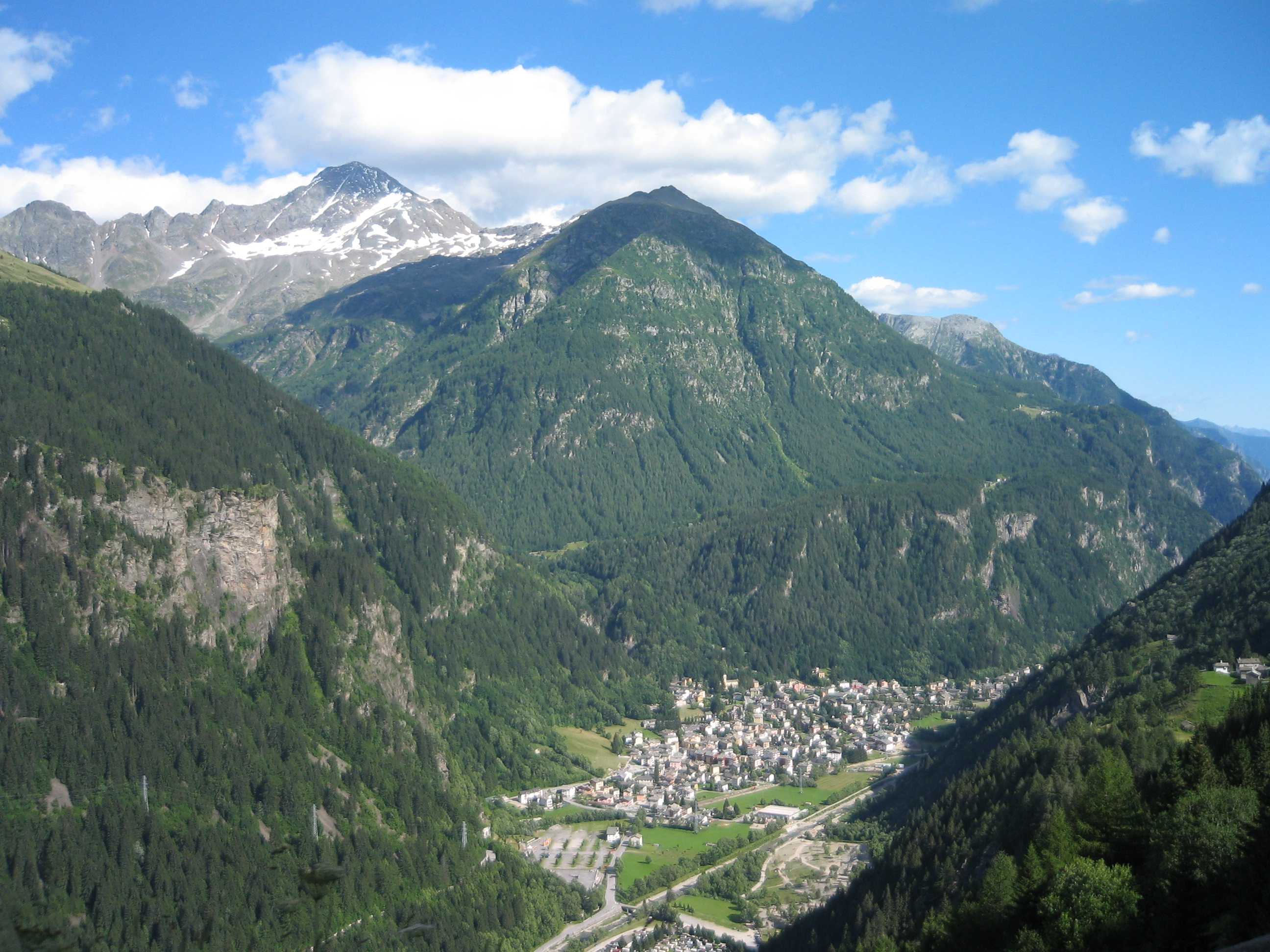
Campodolcino

La suddivisione in terzieri è riassunta simbolicamente nella bandiera della Val San Giacomo (il cui drappo originario è conservato nel santuario di San Guglielmo, a San Giacomo Filippo), divisa in tre fasce orizzontali, ognuna delle quali è a sua volta divisa in quattro strisce di colore nero, verde, rosso e giallo, in onore dei quartieri di ogni terziere. Al centro campeggia un riquadro con l'effigie di San Giacomo, contornata da due palme del martirio e sormontante un cartiglio con l'epigrafe “Vallis San Jacobi”. Diversi stemmi e gonfaloni comunali dei paesi della valle riprendono i contenuti della bandiera.

## Geografia

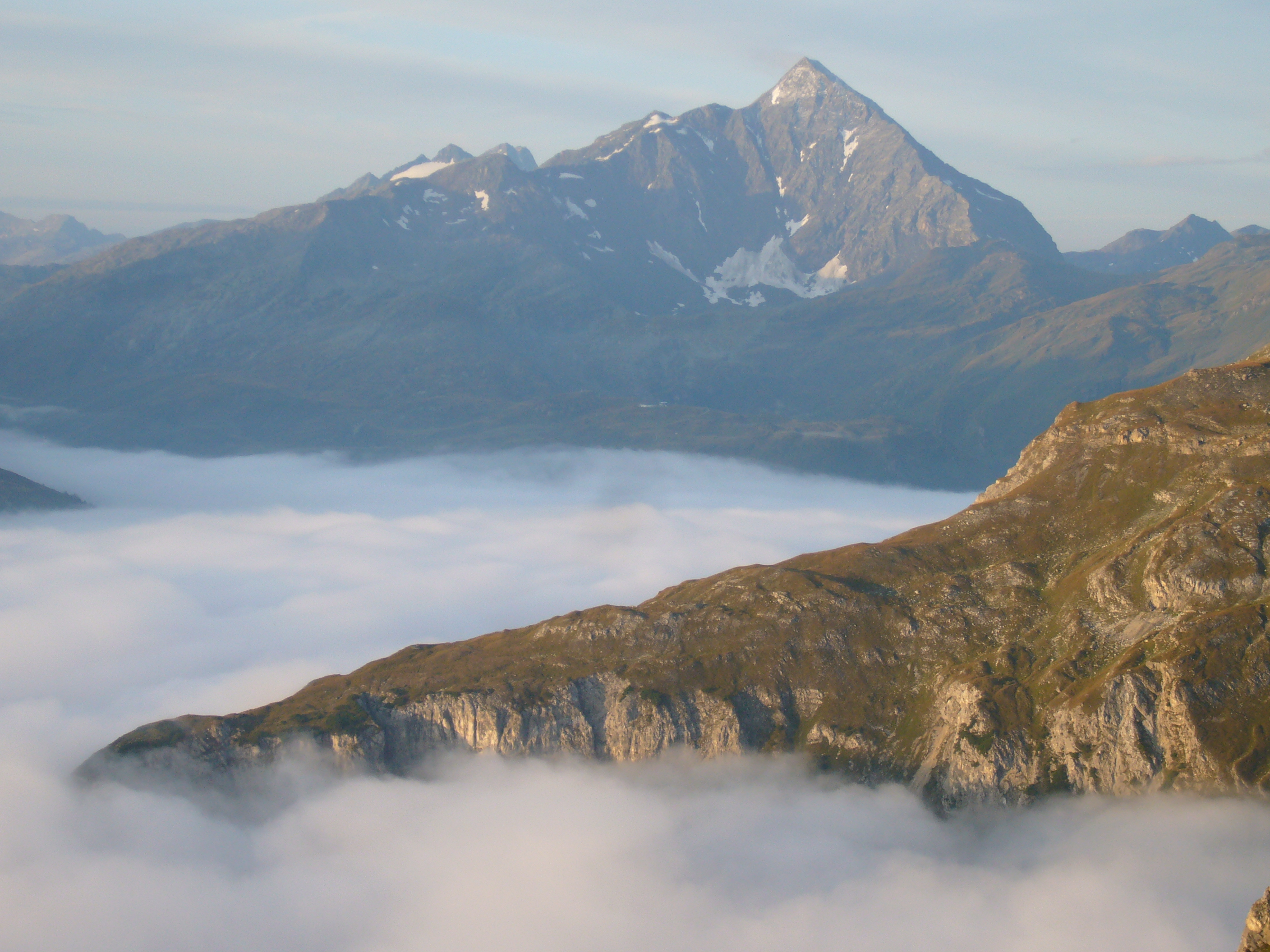
Pizzo Tambò

### Orografia
I monti principali che contornano la valle sono:
- Pizzo Tambò - 3.279 m
- Pizzo d'Emet - 3.209 m
- Pizzo Stella - 3.163 m
- Pizzo dei Piani - 3.158 m
- Pizzo Ferré - 3.103 m
- Pizzo Suretta - 3.027 m
- Pizzo Quadro - 3013 m
- Pizzo Truzzo - 2723 m

## Rifugi

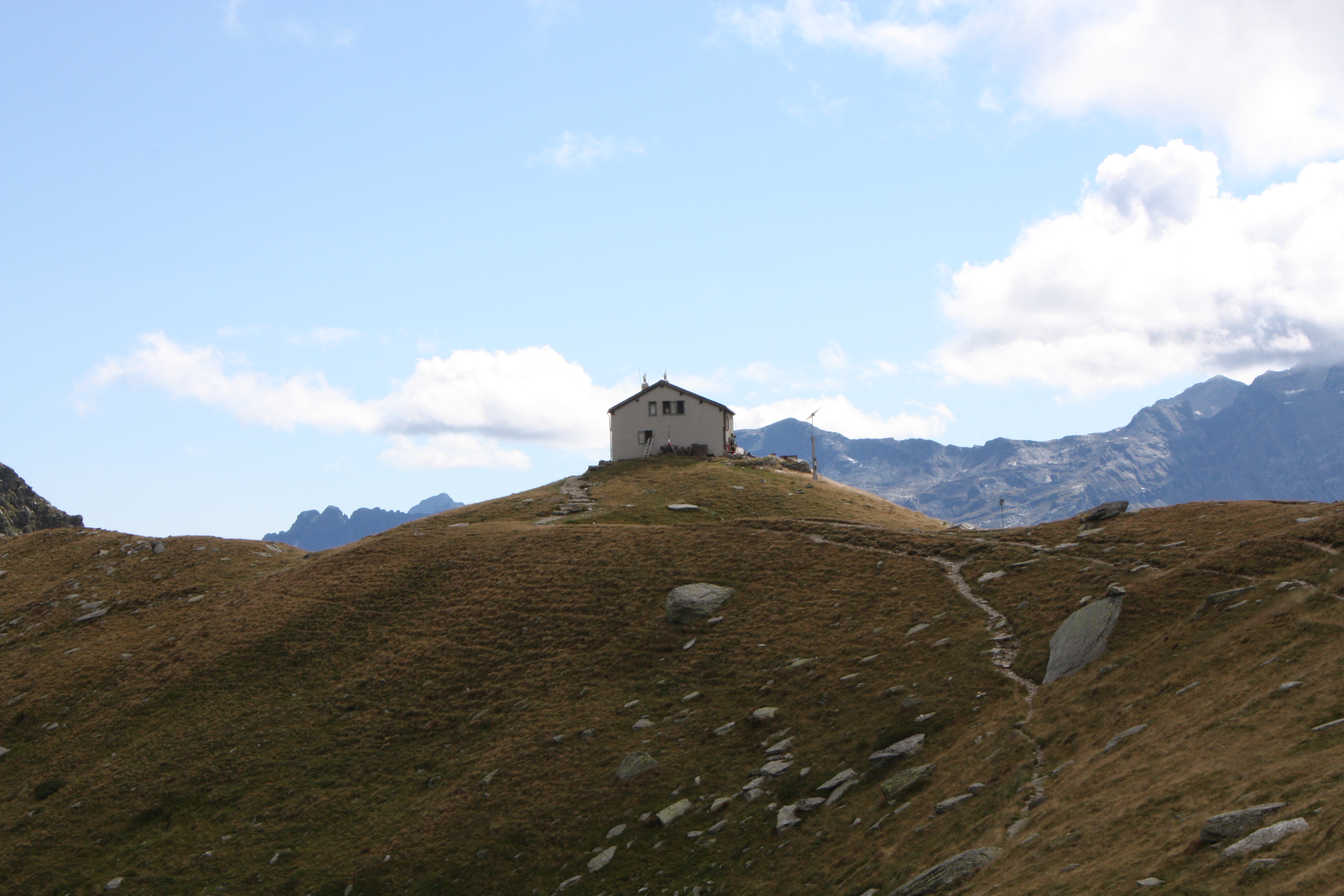
Rifugio Giovanni Bertacchi

Per facilitare l'escursionismo e la salita alle vette che contornano la valle vi sono alcuni rifugi:
- Rifugio Giovanni Bertacchi - 2.175 m
- Rifugio Chiavenna - 2.044 m
- Rifugio Stuetta - 1.900 m
- Rifugio Maria Curti - 1.855 m
- Rifugio Pizzo Quadro - 1845 m
- Rifugio Ca' Bianca